# (473033) 2015 HG72
(473033) 2015 HG72 es un asteroide perteneciente al cinturón de asteroides, descubierto el 17 de noviembre de 2009 por el equipo del Spacewatch desde el Observatorio Nacional de Kitt Peak, Arizona, Estados Unidos.

## Designación y nombre
Designado provisionalmente como 2015 HG72.

## Características orbitales
2015 HG72 está situado a una distancia media del Sol de 2,522 ua, pudiendo alejarse hasta 2,609 ua y acercarse hasta 2,436 ua. Su excentricidad es 0,034 y la inclinación orbital 2,056 grados. Emplea 1463 días en completar una órbita alrededor del Sol.

## Características físicas
La magnitud absoluta de 2015 HG72 es 17,5.